# 관자 (도구)

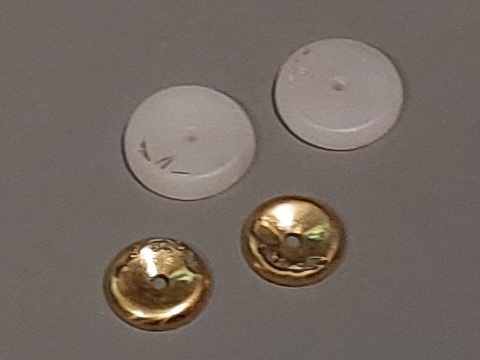
국립민속박물관 상설전시실 3에 전시된 관자이다.

관자는 조선 후기에 망건에 달아 상투에 동여매는 줄을 걸어 넘기는 역할을 하는 단추 모양의 작은 고리이다. 관자는 재료와 무늬에 따라 관직의 품계를 구분하는 사회적 역할도 수행하였다.

## 사진

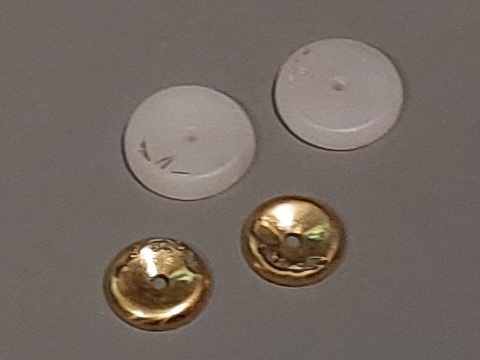
국립민속박물관 상설전시실 3에 전시된 관자이다.